# To Mourn Is a Virtue
To Mourn Is a Virtue är det femte studioalbumet med det norska Funeral doom metal/death metal-bandet Funeral. Albumet släpptes 2011 av skivbolaget Solitude Productions och innehåller tidigare outgivet material, inspelat 1996.

## Låtlista
1. "Hunger" – 8:59
2. "God?" – 6:49
3. "Your Pain Is Mine" – 7:46
4. "The Poison" – 5:25
5. "Dancing in a Liquid Veil" – 9:26
6. "How Death May Linger" – 9:21
7. "Father" – 7:31
8. "Blood from the Soil" – 8:04
9. "Hunger" – 5:44

## Medverkande
Musiker (Funeral-medlemmar)
- Anders Eek – trummor
- Thomas Angell – gitarr
- Einar Andre Fredriksen – basgitarr
- Christian Loos – gitarr
- Kjetil Ottersen – keyboard
- Frode Forsmo – sång (spår 1–4)
- Erlend Eide Nybø – orkestrering

Bidragande musiker
- Sarah Eick – sång (spår 9)
- Øystein Rustad – sång (spår 5–8)

Produktion
- Mags (Robert Magoolagan) – producent
- Erlend Eide Nybø – omslagsdesign, omslagskonst